# Wimbledon Championships 2021
| ◄ Wimbledon Championships 2021 ►                                    | ◄ Wimbledon Championships 2021 ►  |
| ------------------------------------------------------------------- | --------------------------------- |
| Datum:                                                              | 28. Juni – 11. Juli 2021          |
| Auflage:                                                            | 134 Wimbledon Championships       |
| Ort:                                                                | London                            |
| Belag:                                                              | Rasen                             |
| Titelverteidiger                                                    |                                   |
| Herreneinzel:                                                       | Novak Đoković                     |
| Dameneinzel:                                                        | Simona Halep                      |
| Herrendoppel:                                                       | Juan Sebastián Cabal Robert Farah |
| Damendoppel:                                                        | Hsieh Su-wei Barbora Strýcová     |
| Mixed:                                                              | Ivan Dodig Latisha Chan           |
| Sieger                                                              |                                   |
| Herreneinzel:                                                       | Novak Đoković                     |
| Dameneinzel:                                                        | Ashleigh Barty                    |
| Herrendoppel:                                                       | Nikola Mektić Mate Pavić          |
| Damendoppel:                                                        | Hsieh Su-wei Elise Mertens        |
| Mixed:                                                              | Neal Skupski Desirae Krawczyk     |
| Grand Slams 2021                                                    |                                   |
| - Australian Open - French Open - Wimbledon Championships - US Open |                                   |

Die 134. Wimbledon Championships waren das dritte von vier Grand-Slam-Turnieren der Saison, den am höchsten dotierten Tennisturnieren. Sie fanden vom 28. Juni bis 11. Juli 2021 in London statt. Die Qualifikationsrunde begann am 21. Juni. Ausrichter war der All England Lawn Tennis and Croquet Club.
Titelverteidiger im Einzel waren Novak Đoković bei den Herren sowie Simona Halep bei den Damen. Im Herrendoppel waren Juan Sebastián Cabal und Robert Farah und im Damendoppel Hsieh Su-wei und Barbora Strýcová die Sieger der letzten Ausgabe im Jahr 2019. Titelverteidiger im Mixed waren Latisha Chan und Ivan Dodig.

## Preisgeld
Das Preisgeld betrug 35.016.000 Pfund Sterling (40.695.633 Euro), was einer Verringerung von 7,85 % gegenüber dem Vorjahr entsprach. Das Preisgeld der früheren Runden war jedoch im Vergleich zum Vorjahr gestiegen, während die Preisgelder ab dem Halbfinale deutlich sanken.
| Profitennis     | Profitennis | Profitennis | Profitennis |
| Erreichte Runde | Einzel      | Doppel*     | Mixed*      |
| --------------- | ----------- | ----------- | ----------- |
| Sieg            | 1.700.000 £ | 480.000 £   | 100.000 £   |
| Finale          | 900.000 £   | 240.000 £   | 50.000 £    |
| Halbfinale      | 465.000 £   | 120.000 £   | 25.000 £    |
| Viertelfinale   | 300.000 £   | 60.000 £    | 12.000 £    |
| Achtelfinale    | 181.000 £   | 30.000 £    | 6.000 £     |
| Dritte Runde    | 115.000 £   | 19.000 £    | 3.000 £     |
| Zweite Runde    | 75.000 £    | 12.000 £    | 1.500 £     |
| Erste Runde     | 48.000 £    |             |             |
| Q3              | 25.500 £    |             |             |
| Q2              | 15.500 £    |             |             |
| Q1              | 8.500 £     |             |             |

| Rollstuhltennis      | Rollstuhltennis | Rollstuhltennis |
| Erreichte Runde      | Einzel          | Doppel*         |
| -------------------- | --------------- | --------------- |
| Sieg                 | 48.000 £        | 20.000 £        |
| Finale               | 24.000 £        | 10.000 £        |
| Halbfinale           | 16.500 £        | 6.000 £         |
| Viertelfinale        | 11.500 £        |                 |
| Quad-Rollstuhltennis |                 |                 |
| Erreichte Runde      | Einzel          | Doppel*         |
| Sieg                 | 48.000 £        | 20.000 £        |
| Finale               | 24.000 £        | 10.000 £        |
| 3. Platz             | 16.500 £        |                 |
| 4. Platz             | 11.500 £        |                 |

## Absagen
Folgende hochrangige Spieler konnten aus unterschiedlichen Gründen nicht am Turnier teilnehmen:
- Rafael Nadal – Erschöpfung[2]
- Dominic Thiem – Handgelenksverletzung[3]
- Naomi Ōsaka – mentale Verfassung[4]
- Simona Halep – Wadenverletzung[5]
- Johanna Konta – Quarantäne[6]

## Herreneinzel
Setzliste
| Nr. | Spieler               | Erreichte Runde |
| --- | --------------------- | --------------- |
| 01. | Novak Đoković         | Sieg            |
| 02. | Daniil Medwedew       | Achtelfinale    |
| 03. | Stefanos Tsitsipas    | 1. Runde        |
| 04. | Alexander Zverev      | Achtelfinale    |
| 05. | Andrei Rubljow        | Achtelfinale    |
| 06. | Roger Federer         | Viertelfinale   |
| 07. | Matteo Berrettini     | Finale          |
| 08. | Roberto Bautista Agut | Achtelfinale    |
| 09. | Diego Schwartzman     | 3. Runde        |
| 10. | Denis Shapovalov      | Halbfinale      |
| 11. | Pablo Carreño Busta   | 1. Runde        |
| 12. | Casper Ruud           | 1. Runde        |
| 13. | Gaël Monfils          | 2. Runde        |
| 14. | Hubert Hurkacz        | Halbfinale      |
| 15. | Alex de Minaur        | 1. Runde        |
| 16. | Félix Auger-Aliassime | Viertelfinale   |

| Nr. | Spieler                     | Erreichte Runde |
| --- | --------------------------- | --------------- |
| 17. | Cristian Garín              | Achtelfinale    |
| 18. | Grigor Dimitrow             | 2. Runde        |
| 19. | Jannik Sinner               | 1. Runde        |
| 20. | Aslan Karazew               | 1. Runde        |
| 21. | Ugo Humbert                 | 1. Runde        |
| 22. | Daniel Evans                | 3. Runde        |
| 23. | Lorenzo Sonego              | Achtelfinale    |
| 24. | Nikolos Bassilaschwili      | 1. Runde        |
| 25. | Karen Chatschanow           | Viertelfinale   |
| 26. | Fabio Fognini               | 3. Runde        |
| 27. | Reilly Opelka               | 1. Runde        |
| 28. | John Isner                  | 1. Runde        |
| 29. | Cameron Norrie              | 3. Runde        |
| 30. | Alejandro Davidovich Fokina | 1. Runde        |
| 31. | Taylor Fritz                | 3. Runde        |
| 32. | Marin Čilić                 | 3. Runde        |

## Dameneinzel
Setzliste
| Nr. | Spielerin                    | Erreichte Runde |
| --- | ---------------------------- | --------------- |
| 01. | Ashleigh Barty               | Sieg            |
| 02. | Aryna Sabalenka              | Halbfinale      |
| 03. | Elina Switolina              | 2. Runde        |
| 04. | Sofia Kenin                  | 2. Runde        |
| 05. | Bianca Andreescu             | 1. Runde        |
| 06. | Serena Williams              | 1. Runde        |
| 07. | Iga Świątek                  | Achtelfinale    |
| 08. | Karolína Plíšková            | Finale          |
| 09. | Belinda Bencic               | 1. Runde        |
| 10. | Petra Kvitová                | 1. Runde        |
| 11. | Garbiñe Muguruza             | 3. Runde        |
| 12. | Wiktoryja Asaranka           | 2. Runde        |
| 13. | Elise Mertens                | 3. Runde        |
| 14. | Barbora Krejčíková           | Achtelfinale    |
| 15. | Maria Sakkari                | 2. Runde        |
| 16. | Anastassija Pawljutschenkowa | 3. Runde        |

| Nr. | Spielerin              | Erreichte Runde |
| --- | ---------------------- | --------------- |
| 17. | Kiki Bertens           | 1. Runde        |
| 18. | Jelena Rybakina        | Achtelfinale    |
| 19. | Karolína Muchová       | Viertelfinale   |
| 20. | Cori Gauff             | Achtelfinale    |
| 21. | Ons Jabeur             | Viertelfinale   |
| 22. | Jessica Pegula         | 2. Runde        |
| 23. | Madison Keys           | Achtelfinale    |
| 24. | Anett Kontaveit        | 1. Runde        |
| 25. | Angelique Kerber       | Halbfinale      |
| 26. | Petra Martić           | 2. Runde        |
| 27. | Johanna Konta          | Rückzug         |
| 28. | Alison Riske           | 1. Runde        |
| 29. | Weronika Kudermetowa   | 1. Runde        |
| 30. | Paula Badosa           | Achtelfinale    |
| 31. | Darja Kassatkina       | 2. Runde        |
| 32. | Jekaterina Alexandrowa | 2. Runde        |

## Herrendoppel
Setzliste
| Nr. | Paarung                             | Erreichte Runde |
| --- | ----------------------------------- | --------------- |
| 01. | Nikola Mektić Mate Pavić            | Sieg            |
| 02. | Pierre-Hugues Herbert Nicolas Mahut | 2. Runde        |
| 03. | Juan Sebastián Cabal Robert Farah   | Viertelfinale   |
| 04. | Marcel Granollers Horacio Zeballos  | Finale          |
| 05. | Ivan Dodig Filip Polášek            | 2. Runde        |
| 06. | Rajeev Ram Joe Salisbury            | Halbfinale      |
| 07. | Jamie Murray Bruno Soares           | 2. Runde        |
| 08. | Łukasz Kubot Marcelo Melo           | Viertelfinale   |

| Nr. | Paarung                               | Erreichte Runde |
| --- | ------------------------------------- | --------------- |
| 09. | Kevin Krawietz Horia Tecău            | 2. Runde        |
| 10. | Wesley Koolhof Jean-Julien Rojer      | 1. Runde        |
| 11. | Henri Kontinen Édouard Roger-Vasselin | 2. Runde        |
| 12. | Tim Pütz Michael Venus                | 1. Runde        |
| 13. | Sander Gillé Joran Vliegen            | 1. Runde        |
| 14. | Raven Klaasen Ben McLachlan           | Viertelfinale   |
| 15. | Marcus Daniell Philipp Oswald         | 2. Runde        |
| 16. | Max Purcell Luke Saville              | Achtelfinale    |

## Damendoppel
Setzliste
| Nr. | Paarung                               | Erreichte Runde |
| --- | ------------------------------------- | --------------- |
| 01. | Barbora Krejčíková Kateřina Siniaková | Viertelfinale   |
| 02. | Tímea Babos Kristina Mladenovic       | 1. Runde        |
| 03. | Hsieh Su-wei Elise Mertens            | Sieg            |
| 04. | Nicole Melichar Demi Schuurs          | 1. Runde        |
| 05. | Shūko Aoyama Ena Shibahara            | Halbfinale      |
| 06. | Alexa Guarachi Desirae Krawczyk       | 1. Runde        |
| 07. | Chan Hao-ching Latisha Chan           | Viertelfinale   |
| 08. | Hayley Carter Luisa Stefani           | 1. Runde        |

| Nr. | Paarung                         | Erreichte Runde |
| --- | ------------------------------- | --------------- |
| 09. | Sharon Fichman Giuliana Olmos   | Achtelfinale    |
| 10. | Darija Jurak Andreja Klepač     | 1. Runde        |
| 11. | Laura Siegemund Wera Swonarjowa | Achtelfinale    |
| 12. | Cori Gauff Catherine McNally    | Achtelfinale    |
| 13. | Nadija Kitschenok Raluca Olaru  | Achtelfinale    |
| 14. | Asia Muhammad Jessica Pegula    | Achtelfinale    |
| 15. | Viktória Kužmová Arantxa Rus    | Achtelfinale    |
| 16. | Marie Bouzková Lucie Hradecká   | Viertelfinale   |

## Mixed
Setzliste
| Nr. | Paarung                                | Erreichte Runde |
| --- | -------------------------------------- | --------------- |
| 01. | Nicolas Mahut Kristina Mladenovic      | Rückzug         |
| 02. | Mate Pavić Gabriela Dabrowski          | Viertelfinale   |
| 03. | Wesley Koolhof Demi Schuurs            | 2. Runde        |
| 04. | Édouard Roger-Vasselin Nicole Melichar | Viertelfinale   |
| 05. | Rajeev Ram Bethanie Mattek-Sands       | Achtelfinale    |
| 06. | Ivan Dodig Latisha Chan                | Achtelfinale    |
| 07. | Neal Skupski Desirae Krawczyk          | Sieg            |
| 08. | Michael Venus Chan Hao-ching           | Rückzug         |
| 09. | Kevin Krawietz Květa Peschke           | Halbfinale      |

| Nr. | Paarung                          | Erreichte Runde |
| --- | -------------------------------- | --------------- |
| 10. | Raven Klaasen Darija Jurak       | Achtelfinale    |
| 11. | Hugo Nys Hsieh Su-wei            | Rückzug         |
| 12. | Fabrice Martin Alexa Guarachi    | 2. Runde        |
| 13. | Sander Gillé Hayley Carter       | Achtelfinale    |
| 14. | Jean-Julien Rojer Andreja Klepač | Viertelfinale   |
| 15. | Ben McLachlan Ena Shibahara      | Rückzug         |
| 16. | Marcus Daniell Sharon Fichman    | Rückzug         |
| 17. | John Peers Zhang Shuai           | Halbfinale      |

## Junioreneinzel
Setzliste
| Nr. | Spieler               | Erreichte Runde |
| --- | --------------------- | --------------- |
| 01. | Shang Juncheng        | Halbfinale      |
| 02. | Luca Van Assche       | 1. Runde        |
| 03. | Arthur Fils           | 2. Runde        |
| 04. | Bruno Kuzuhara        | Viertelfinale   |
| 05. | Pedro Boscardin Dias  | Achtelfinale    |
| 06. | Daniel Rincón         | 2. Runde        |
| 07. | Jack Pinnington Jones | Viertelfinale   |
| 08. | Sean Cuenin           | 2. Runde        |

| Nr. | Spieler                     | Erreichte Runde |
| --- | --------------------------- | --------------- |
| 09. | Wjatscheslaw Bjelinskyj     | 2. Runde        |
| 10. | Dali Blanch                 | 1. Runde        |
| 11. | Jérôme Kym                  | Viertelfinale   |
| 12. | Maks Kaśnikowski            | 1. Runde        |
| 13. | Alexander Bernard           | 2. Runde        |
| 14. | Leo Borg                    | 2. Runde        |
| 15. | Alejandro Manzanera Pertusa | 2. Runde        |
| 16. | Mark Lajal                  | 2. Runde        |

## Juniorinneneinzel
Setzliste
| Nr. | Spielerin                   | Erreichte Runde |
| --- | --------------------------- | --------------- |
| 01. | Victoria Jiménez Kasintseva | Halbfinale      |
| 02. | Alex Eala                   | 2. Runde        |
| 03. | Diana Schneider             | 1. Runde        |
| 04. | Polina Kudermetowa          | 2. Runde        |
| 05. | Océane Babel                | 2. Runde        |
| 06. | Kryszina Dsmitruk           | Viertelfinale   |
| 07. | Alexandra Yepifanova        | 2. Runde        |
| 08. | Linda Fruhvirtová           | Halbfinale      |

| Nr. | Spielerin              | Erreichte Runde |
| --- | ---------------------- | --------------- |
| 09. | Madison Sieg           | 1. Runde        |
| 10. | Elvina Kalieva         | 2. Runde        |
| 11. | Priska Madelyn Nugroho | 2. Runde        |
| 12. | Dana Guzmán            | 1. Runde        |
| 13. | Matilda Mutavdzic      | Achtelfinale    |
| 14. | Michaela Laki          | 1. Runde        |
| 15. | Mara Guth              | Viertelfinale   |
| 16. | Julia García           | 2. Runde        |

## Juniorendoppel
Setzliste
| Nr. | Paarung                              | Erreichte Runde |
| --- | ------------------------------------ | --------------- |
| 01. | Jack Pinnington Jones Shang Juncheng | Achtelfinale    |
| 02. | Sean Cuenin Luca Van Assche          | 1. Runde        |
| 03. | Alexander Bernard Dali Blanch        | Achtelfinale    |
| 04. | Leo Borg Mark Lajal                  | Achtelfinale    |

| Nr. | Paarung                                | Erreichte Runde |
| --- | -------------------------------------- | --------------- |
| 05. | Maks Kaśnikowski Aleksander Orlikowski | 1. Runde        |
| 06. | Bruno Kuzuhara Ethan Quinn             | Achtelfinale    |
| 07. | Wjatscheslaw Bjelinskyj Petar Nesterow | Achtelfinale    |
| 08. | Daniel Mérida Coleman Wong             | 1. Runde        |

## Juniorinnendoppel
Setzliste
| Nr. | Paarung                                          | Erreichte Runde |
| --- | ------------------------------------------------ | --------------- |
| 01. | Kryszina Dsmitruk Diana Schneider                | Sieg            |
| 02. | Linda Fruhvirtová Polina Kudermetowa             | Halbfinale      |
| 03. | Alex Eala Priska Madelyn Nugroho                 | Achtelfinale    |
| 04. | Victoria Jiménez Kasintseva Ane Mintegi del Olmo | 1. Runde        |

| Nr. | Paarung                        | Erreichte Runde |
| --- | ------------------------------ | --------------- |
| 05. | Julia García Dana Guzmán       | 1. Runde        |
| 06. | Mara Guth Julia Middendorf     | Achtelfinale    |
| 07. | Polina Jazenko Petra Marčinko  | 1. Runde        |
| 08. | Elizabeth Coleman Madison Sieg | Viertelfinale   |

## Herreneinzel-Rollstuhl
Setzliste
| Nr. | Spieler        | Erreichte Runde |
| --- | -------------- | --------------- |
| 01. | Shingo Kunieda | 1. Runde        |
| 02. | Alfie Hewett   | 1. Runde        |

## Dameneinzel-Rollstuhl
Setzliste
| Nr. | Spielerin      | Erreichte Runde |
| --- | -------------- | --------------- |
| 01. | Diede de Groot | Sieg            |
| 02. | Yui Kamiji     | 1. Runde        |

## Herrendoppel-Rollstuhl
Setzliste
| Nr. | Paarung                        | Erreichte Runde |
| --- | ------------------------------ | --------------- |
| 01. | Alfie Hewett Gordon Reid       | Sieg            |
| 02. | Stéphane Houdet Nicolas Peifer | Halbfinale      |

## Damendoppel-Rollstuhl
Setzliste
| Nr. | Paarung                       | Erreichte Runde |
| --- | ----------------------------- | --------------- |
| 01. | Diede de Groot Aniek van Koot | Halbfinale      |
| 02. | Yui Kamiji Jordanne Whiley    | Sieg            |

## Quadeinzel
Setzliste
| Nr. | Spieler          | Erreichte Runde |
| --- | ---------------- | --------------- |
| 01. | Dylan Alcott     | Sieg            |
| 02. | Andrew Lapthorne | 1. Runde        |